# Rétinite (géologie)
Pour les articles homonymes, voir Rétinite (homonymie).
La rétinite est une roche volcanique vitreuse, de la famille des rhyolites, d'aspect similaire à l'obsidienne, mais hydratée. Elle est synonyme de Pechstein.
De la rétinite en provenance de l'île d'Arran (Écosse actuelle) fut utilisée du Mésolithique jusqu'à l'âge du bronze, en passant par le Néolithique, pour fabriquer différents objets . À partir du Néolithique, ce matériau faisait l'objet d'un échange dans l'ensemble de la Grande-Bretagne actuelle . On en a retrouvé récemment dans un site du South Lanarkshire (Écosse) datant du IVe millénaire av. J.-C., en association avec du tuf volcanique de Cambrie et de la poterie carénée .